# Rhamnazine
La rhamnazine est un composé organique de la famille des flavonols. Elle est naturellement présente dans la Rhamnus petiolaris sous forme d'hétéroside, un nerprun endémique du Sri Lanka.

## Métabolisme
L'enzyme 3-méthylquercétine 7-O-méthyltransférase participe à la réaction entre la S-adénosylméthionine et l'isorhamnétine qui produit la S-adénosylhomocystéine et la rhamnazine.
L'enzyme 3,7-diméthylquercétine 4'-O-méthyltransférase participe à la réaction entre la S-adénosyle méthionine et la rhamnazine qui produit la S-adénosylhomocystéine et l'ayanine.